# Un illustre inconnu
Pour plus de détails, voir Fiche technique et Distribution.
Un illustre inconnu est un thriller psychologique français écrit et réalisé par Matthieu Delaporte, sorti en 2014.

## Synopsis
Sébastien Nicolas (Mathieu Kassovitz), agent immobilier, mène une existence morne, et prend l'habitude de se grimer jusqu'à prendre l'apparence des personnages qu'il rencontre. Un jour, il lui est demandé de trouver un grand appartement pour un ancien violoniste, Henri de Montalte, qui veut se réinstaller à Paris. Une fois de plus, Sébastien l'observe, se maquille, mais se trouve happé par la vie de l'artiste.

## Fiche technique
- Titre original : Un illustre inconnu
- Titre international : Nobody from Nowhere[1]
- Réalisation : Matthieu Delaporte
- Scénario : Matthieu Delaporte et Alexandre de La Patellière
- Décors : Marie Cheminal
- Costumes : Anne Schotte
- Photographie : David Ungaro
- Montage : Célia Lafitedupont
- Musique : Jérôme Rebotier
- Production : Dimitri Rassam ; Alexandre de La Patellière (coproducteur)
- Sociétés de production : Chapter 2 ; Axone Invest, Fargo Films, Galfin Production 1/2, Nexus Factory, Orange studio et Pathé Production (coproductions)
- Société de distribution : Pathé Distribution
- Pays d'origine :  France
- Langue originale : français
- Format : couleur
- Genre : thriller psychologique
- Durée : 118 minutes
- Dates de sortie :
  -  France : 23 août 2014 (Festival du film francophone d'Angoulême) ; 19 novembre 2014 (nationale)

## Distribution
- Mathieu Kassovitz : Sébastien Nicolas, Henri de Montalte
- Bernard Murat : Voix d'Henri de Montalte
- Marie-Josée Croze : Clémence, mère de Vincent
- Diego Le Martret : Vincent
- Éric Caravaca : Deveaux, inspecteur de police
- Olivier Rabourdin : Pierre Chambard
- Siobhan Finneran : Traven
- Philippe Duclos : Prêtre
- Geneviève Mnich : Mère de Sébastien Nicolas
- Dimitri Storoge : Charles Beaumont
- Sophie Cattani : Marion
- Matthieu Rozé : Bertrand
- Hichem Yacoubi : Mourad
- Ludovic Berthillot : L'animateur des Alcooliques Anonymes

## Production

### Tournage
L'équipe de la production Chapter 2 tourne à partir du 9 septembre 2013 à Paris, dont à l'école d'ingénieurs Télécom ParisTech et ses alentours ainsi que dans les Landes.

## Accueil

### Sortie
Un illustre inconnu est sélectionné au Festival du film francophone d'Angoulême en août 2014, avant sa sortie nationale prévue le 19 novembre en France.

### Accueil critique
Selon Le Figaro, le film figure en dix-huitième position dans la liste des vingt films français et étrangers les plus « boudés par le public » en 2014.